# Роберт А. Тафт
Роберт Альфонсо Тафт-старший (8 вересня 1889 — 31 липня 1953) — американський політик, юрист, нащадок сім'ї Тафтів, член Республіканської партії. Тафт представляв Огайо в Сенаті Сполучених Штатів, короткочасно був лідером більшості в Сенаті та був лідером консервативної коаліції республіканців і демократів, які перешкоджали розширенню Нового курсу. Його часто називають «Містером республіканцем». Він був співавтором Акту Тафта-Хартлі 1947 року, який забороняв закриті магазини, створив концепцію штатів із правом на роботу та регулював інші трудові практики.
Старший син Вільяма Говарда Тафта, 27-го президента Сполучених Штатів і 10-го Верховного судді Сполучених Штатів, Роберт Тафт народився в Цинциннаті, штат Огайо. Продовжив юридичну кар'єру в Цинциннаті після закінчення юридичної школи Гарвардського університету в 1913 році. Разом зі своїм братом Чарльзом Фелпсом Тафтом II він став співзасновником юридичного товариства Taft Stettinius & Hollister. Тафт працював у Палаті представників Огайо з 1921 по 1931 рік, і в Сенаті Огайо з 1931 по 1933 рік. Хоча він програв переобрання в 1932 році, він залишався потужною, та впливовою силою в державній і місцевій політиці.                                                                                                                                                              Після перемоги на виборах до Сенату в 1938 році над чинним демократом Робертом Дж. Балклі, Тафт неодноразово домагався висунення в президенти від Республіканської партії, часто борючись за контроль над партією з поміркованою фракцією республіканців на чолі з Томасом Е. Дьюї. Він також став видатним прихильником невтручення,і виступав проти участі США у Другій світовій війні до атаки Японії на Перл-Гарбор у 1941 році. Невтручання Тафта зашкодило його кандидатурі в президенти 1940 року, і Республіканська національна конвенція 1940 року висунула Венделла Вілкі. У 1948 році Тафт знову балотувався на пост президента, але програв Дьюї на національному з'їзді Республіканської партії 1948 року. Він виступав проти створення НАТО і критикував ведення Корейської війни.